# Amarsi un po'...
Amarsi un po'... è un film del 1984 diretto da Carlo Vanzina.

## Trama
Roma. Cristiana è una giovane e bella principessa, annoiata dal suo ruolo e dai genitori ancorati all'etichetta. Marco è un giovane borgataro di professione elettrauto alla BMW e figlio di un giornalaio. I due si incontrano per un banale incidente stradale, si piacciono e decidono di stare insieme nonostante le differenze di ceto. Presto nasce un grande amore, ma alla lunga le incomprensioni dovute alla differente estrazione sociale hanno la meglio: in occasione di una vacanza insieme ad alcuni amici della ragazza, vengono evidenziate le differenze di stile e comportamento, anche a causa della presenza di una vecchia fiamma di Cristiana.
I due si lasciano, e lei progetta le nozze con il ricco nobile francese Felix Rothschild. Ma l'amore tra Marco e Cristiana non si è esaurito. Marco riceve una telefonata da Cristiana in cui la ragazza annuncia le nozze imminenti ma confessa di essere ancora innamorata di lui. Marco parte in auto da Roma verso Parigi; lungo la strada, a causa di un colpo di sonno, sbanda e si scontra con un tir. Intanto Cristiana si sposa ma al momento di partire per il viaggio di nozze, legge sul giornale dell'incidente avvenuto a Marco, abbandona il marito e si dirige all'ospedale, scegliendo di tornare con il ragazzo.

## Colonna sonora
Parte della colonna sonora è contenuta nell'album Guardandoti sfiorandoti del 1984 di Mario Lavezzi.
Tra gli altri brani, troviamo Fiore di maggio di Fabio Concato, Mediterranea di Giuni Russo e Fotoromanza di Gianna Nannini.
- Tammie Lee: Sky High
- Mario Lavezzi: Guardandoti sfiorandoti
- Gianna Nannini: Fotoromanza
- Cyndi Lauper: Girls Just Wanna Have Fun
- Fabio Concato: Fiore di Maggio
- Giulia Fasolino: Avrai
- Giuni Russo: Mediterranea
- Fun Fun: Colour My Love
- Lavezzi-Bertè-Mannoia: Se rinasco
- Mario Lavezzi: Maribilla